# Mortel chassé-croisé
 (mars 2025).
Motif : notoriété insuffisante
- Archive Wikiwix
- Bing
- Cairn
- DuckDuckGo
- E. Universalis
- Gallica
- Google
- G. Books
- G. News
- G. Scholar
- Persée
- Qwant
- (zh) Baidu
- (ru) Yandex
- (wd) trouver des œuvres sur Wikidata

| 1. | Préciser le motif de la pose du bandeau. | Précisez le motif de la pose du bandeau en utilisant la syntaxe suivante : {{admissibilité à vérifier\|date=mai 2025\|motif=remplacez ce texte par le motif}}                             |
| 2. | Informer les utilisateurs concernés.     | Pensez à avertir le créateur de l'article, par exemple, en insérant le code ci-dessous sur sa page de discussion : {{subst:avertissement admissibilité à vérifier\|Mortel chassé-croisé}} |

Pour les articles homonymes, voir Chassé-croisé.
Mortel chassé-croisé (titre original : The Switch) est un roman anglais pour adolescents d'Anthony Horowitz.
" Je voudrais être quelqu'un d'autre ". Un beau matin, le vœu de Tad devient réalité. Il n'est plus, Tad Spencer, adolescent riche et gâté, mais Bob Snarby, fils de forains brutaux et misérables. Le voilà soudain plongé dans un univers impitoyable. Pourtant, les ennuis ne font que commencer.

## Résumé
Thomas Arnold David Spencer est un jeune adolescent de 13 ans riche et gâté et bon a l'école. Ses parents sont des gens stricts. Sa mère a fait refaire son nez pas plus de six fois. Son père dirige une grande chaîne de magasins, "UN MONDE DE BEAUTE" qui couvre l'Amérique, l'Europe et le Royaume-Uni.
L'histoire commence lorsqu'il revient du collège où il a passé l'année scolaire. Lady Géranium, sa mère et Sir Hubert Spencer, son père, lui demandent ce qu'il a prévu pour ses vacances. Tad voudrait aller dans un parc d'attraction sensationnel avec son meilleur ami, mais ses parents refusent catégoriquement car ils le jugent trop sensible. C'est alors qu'en se couchant, il souhaite une chose: être quelqu'un d'autre. Il ne se doute pas qu'à des années-lumière de là, une étrange étoile a émis une lueur verte.
Au réveil, il se sent à l'étroit, mal à l'aise, dégoûtant... Il ouvre les yeux et voit une toute petite pièce d'à peine 5m². Il a peur puis en déduit qu'il a été enlevé. Il est content car cela va apporter un peu d'aventure dans sa vie morne. C'est alors qu'il s'aperçoit que son apparence physique a changé et que ses parents sont les deux créatures qui dorment dans la pièce voisine. À partir de cet instant, Tad s'appelle Bob Snarby, et il va découvrir pourquoi il a changé de corps.

## Chapitres (version française)
1. Un monde de beauté
2. La caravane
3. La fête foraine
4. Le docteur Aftexcludor
5. Finn
6. Nightingale Square
7. À la maison
8. Face à face
9. ACIDe
10. Le Centre
11. Évasion
12. Great Yarmouth
13. Morceau de choix
14. Sombres pensées
15. Montagnes russes
16. Le Labyrinthe optique
17. Ensemble